# Issey Miyake

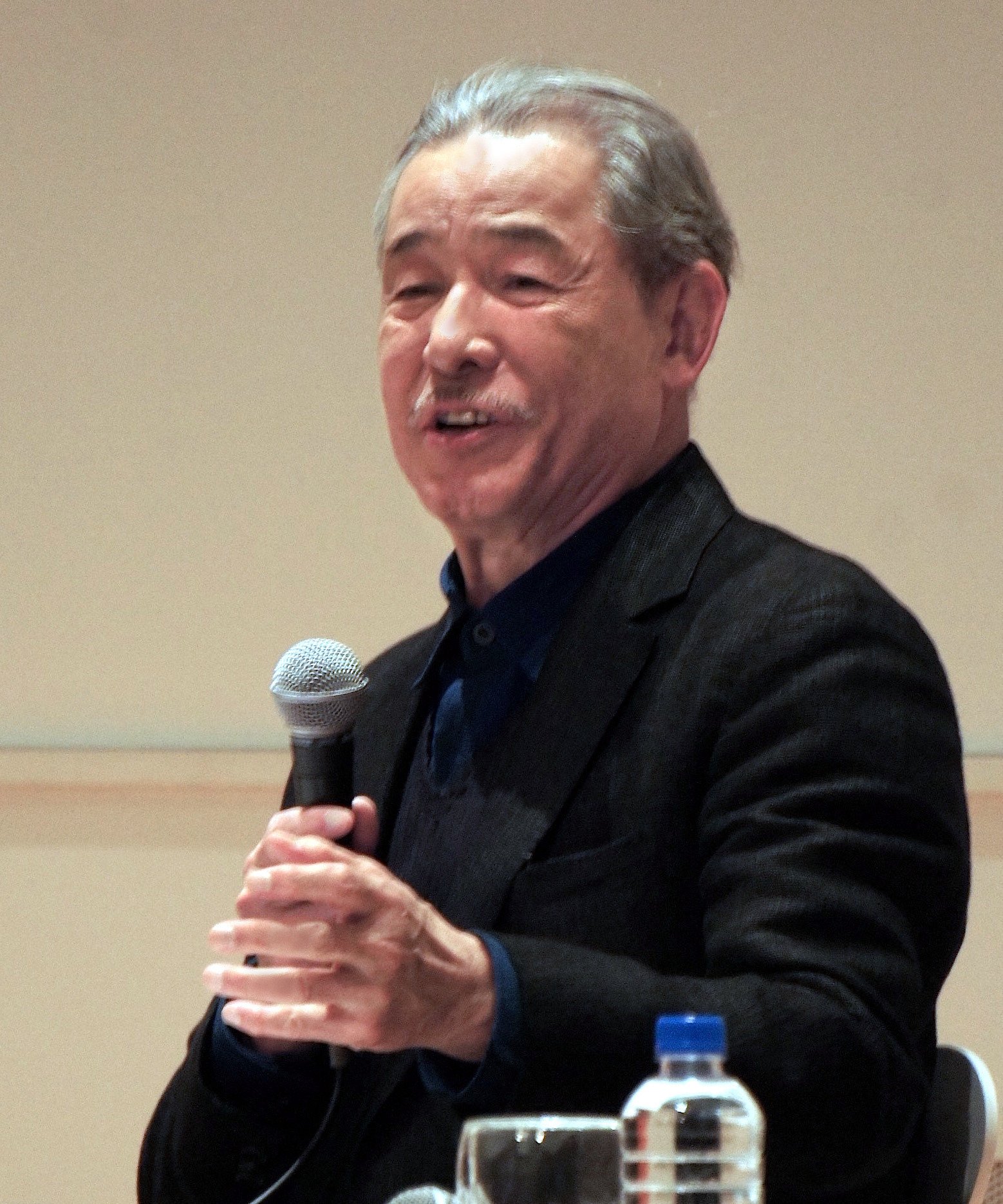
Issey Miyake (2016)

Issey Miyake (japanisch 三宅 一生 Miyake Issei; * 22. April 1938 in Hiroshima, Präfektur Hiroshima; † 5. August 2022 in Tokio) war ein japanischer Modedesigner und Gründer der nach ihm benannten Modemarke. Er war bekannt für seinen technoiden Stil. Unter dem gleichlautenden Markennamen erscheinen seit den 1970er Jahren unter anderem Damen- und Herrenbekleidung, Accessoires, Armbanduhren sowie Parfüms.

## Werdegang
Miyake wuchs in Hiroshima auf. Als die Atombombe auf die Stadt abgeworfen wurde, war er sieben Jahre alt. Bei dem Angriff verlor er viele Familienmitglieder, seine Mutter starb drei Jahre später an Strahlenkrankheit. Er selbst entwickelte eine Knochenmark-Krankheit, aufgrund welcher er hinkte. Diese Erfahrung sei es gewesen, die ihn letztendlich zum Mode-Design – als etwas Modernes und Optimistisches – getrieben habe.
Miyake studierte an der Kunsthochschule Tama Grafik-Design in Tokio. Schon damals legte er seinen Fokus bei Bekleidung auf Design und nicht Mode. 1963 präsentierte er seine ersten Entwürfe. Nach seinem Abschluss im Jahr 1964 verließ er Japan und arbeitete ab 1965 in Paris als Designer für die Modeschöpfer Guy Laroche und Hubert de Givenchy. Dort prägten ihn die Erlebnisse der französischen 68er-Bewegung. 1969 zog er nach New York, um für den Mode-Designer Geoffrey Beene zu arbeiten. 1970 gründete er das Miyake Design Studio in Tokio. 1971 erschien die erste Kollektion seines Modelabels, die er in New York präsentierte. Im November des gleichen Jahres wurde die Firma als Issey Miyake International Inc. formiert (heute nur noch Issey Miyake Inc.). Die erste Herren-Kollektion wurde 1978 präsentiert.
Mit der österreichisch-britischen Töpferin Dame Lucie Rie verband Miyake eine Freundschaft seit jungen Jahren. 1989 organisierte Miyake für Rie Ausstellungen in Japan. Ihm vermachte sie noch zu Lebzeiten ihre große, selbsthergestellte Knöpfekollektion aus Keramik, die er in seine Kreationen integrierte.
Am 5. August 2022 starb Miyake in einem Krankenhaus an den Folgen von Leberkrebs im Alter von 84 Jahren.

### Mode
Charakteristisch für Miyakes Mode sind farbenfrohe Seidenstoffe und federleichte Polyester-Materialien, handwerkliche Details, technische Innovationen in den Bereichen Stoff-Entwicklung, -Bearbeitung und -Recycling, seit den 1980ern der Einsatz von Falten jeglicher Art sowie ungewöhnliche Stoff-Formen (bspw. aus nur einem einzigen Stück Stoff bzw. aus vielen einzelnen Stoffteilen zusammengesetzte Kleidungsstücke). Miyake lässt dem Käufer zumeist gestalterische Freiheit beim Tragen seiner Kreationen, wenn diese bspw. je nach Geschmack am Körper drapiert werden können. Issey-Miyake-Mode ist im obersten Preissegment angesiedelt.

### Parfüm
1992 wurde zusammen mit Beauté Prestige International der Damenduft L'Eau d'Issey (klingt im Französischen ähnlich wie L'Odyssée ‚Die Odyssee‘) lanciert. Das Pendant für Herren, L'Eau d'Issey pour Homme, folgte 1994. Seither hat es für beide Geschlechter immer wieder Abwandlungen, saisonale Variationen und leichtere Sommervarianten dieser beiden Düfte gegeben (bspw. L'Eau d'Issey Eau d'Été, Souffle, Lumières, Lueur, Or Absolu, Noir Absolu, Homme Intense, Homme Sport, Oceanic Expedition, Polar Expedition, Homme Fraîche etc.), die sich zum Teil geruchstechnisch weit vom Original entfernen. 1998 folgte Le Feu d'Issey (Damen), 2001 Soleil (Damen). 2004 wurde L'Eau Bleu (Herren) präsentiert, 2009 kam A Scent by Issey Miyake (Damen) hinzu, 2012 Pleats Please (Damen), 2015 Nuit d'Issey (Herren), 2016 L'Eau d'Issey Pure (Damen) und 2017 der Unisex-Duft L'Eau Majeure d'Issey. 2008 erweiterten die Anti-Aging-Produkte La Crème de l’Eau by Issey Miyake und Le Fluide de l’Eau by Issey Miyake das Kosmetik-Portfolio.

### Designer
Nachdem sich Miyake 1997 aus dem aktiven Geschäft zurückgezogen hatte und der Textilforschung widmete, überließ er die verschiedenen unter seinem Namen angebotenen Mode-Kollektionen Designern, und autorisierte letztendlich deren Entwürfe. 1999 übernahm Miyakes Assistent Naoki Takizawa (* 1960) den Posten des Chef-Designers. Er wurde 2006, als er sein eigenes Mode-Label gründete, von Dai Fujiwara, welcher seit 1994 im Unternehmen arbeitet, abgelöst. Takizawa wurde 2010 zum Herrenmode-Designer von Helmut Lang ernannt. Das Haus Issey Miyake kündigte im Februar 2011 an, dass Fujiwara seinen Posten nach fünf Jahren im Frühjahr 2011 aufgeben werde. Zum neuen Damenmode-Designer wurde der langjährige Miyake-Mitarbeiter Yoshiyuki Miyamae ernannt. Um die Herrenmode, Issey Miyake Men, kümmerte sich in der Folge ein Designteam. Mitte 2013 wurde der Designer Yūsuke Takahashi mit den Entwürfen für die Herrenkollektion betraut.

## Kollektionen

### Aktuelle Kollektionen
- Issey Miyake – Hauptkollektion für Damen (seit 1971), derzeit designt von Yoshiyuki Miyamae und einem Designteam, seit 1973 in Paris präsentiert. Die Herrenkollektion, zuletzt genannt Issey Miyake MEN, war 1978 lanciert und 1985 voll entwickelt worden, wurde von 1998 bis 2005 in Mailand gezeigt und im Sommer 2020 nach dem Abgang des Designers seit 2013, Yusuke Takahashi, eingestellt.
- Pleats Please Issey Miyake – Polyester-Kollektion für Damen (seit 1993), deren Teile zuerst zugeschnitten und genäht und dann plissiert werden (normalerweise würde man den Stoff zuerst plissieren und dann zuschneiden), um dauerhafte, waschbrettartige Reihen von Falten zu generieren. Pleats Please ist englisch und bedeutet ‚Plissee-Falten, bitte‘.
- Issey Miyake Fête – farbenfrohe Schwesterkollektion der Damenhauptlinie (seit 2004), die sich die technologischen Innovationen von Pleats Please zu eigen macht (Fête ist französisch und bedeutet ‚Fest‘/‚Feier‘).
- HaaT – von Miyakes ehemaliger Stoffdesignerin Makiko Mingawa entworfene Damenkollektion mit indischen Einflüssen (seit 2000). Haat bedeutet ‚Dorf-‘/‚Marktplatz‘ in Sanskrit, im Englischen klingt es ähnlich wie heart ‚Herz‘.
- me Issey Miyake (bzw. Cauliflower ‚Blumenkohl‘ im nicht-asiatischen Raum) – Damen-Kollektion mit Blusen und Shirts in Einheitsgröße, die sich der Größe des Trägers durch Stretchanteile und Falten im Material anpassen und in Japan in Plastikröhren im Automaten angeboten werden (seit 2001).
- A-POC Inside – experimentelle Designkollektion des Hauses (seit 1997), entwickelt von Issey Miyake und Dai Fujiwara. Ein Stück nahtloser, gewebter Schlauchstoff kann vom Käufer individuell zu verschiedenen Kleidungsstücken zugeschnitten werden. A-POC ist ein Akronym für a piece of cloth ‚ein Stück Stoff‘ und klingt im Englischen ähnlich wie epoch ‚Epoche‘. Die ehemals eigenständige Kollektion (A-POC) wurde als Grundkonzept in die Hauptkollektion integriert (A-POC Inside).
- A-POC ABLE Issey Miyake im Sommer 2021 ins Leben gerufene Kollektion für Damen und Herren, die von einem Ingenieursteam um Yoshiyuki Miyamae entworfen und in Serien (Type-W, Type-U etc.) auf den Markt gebracht wird.
- Homme Plissé Issey Miyake – plissierte Herrenmode im Stil von Pleats Please (seit 2013, anfangs lediglich in Japan)
- im MEN im Sommer 2021 lancierte Herren-Studiokollektion des Miyake Design Studio mit schlichter Funktionskleidung
- Bao Bao Issey Miyake – Accessoires-Kollektion, hauptsächlich Handtaschen (bspw. Bilbao Bag)
- 132 5. Issey Miyake – Von Miyake und seinem Design-Team seit 2010 in Zusammenarbeit mit Informatik-Wissenschaftler Jun Mitani im 21_21 DESIGN Sight Zentrum präsentierte Kollektion für Damen und Herren von flach zusammengefalteten Stoffteilen aus recycletem, weichem Polyester, welche sich, sobald man sie hochhebt, ähnlich dem Origami, zu dreidimensionalen Kleidungsstücken, wie Kleider, Hosen oder Röcke, 'entfalten'.[8][9] Der Name der Kollektion ist Programm: '1' steht für das eine Stück Stoff, '2' für das Zweidimensionale solange das Stück flach ausliegt, '3' für die Dreidimensionalität nach dem Hochheben und '5' für die zahlreichen Varianten, das Stück letztendlich am Körper zu tragen.[10]
- Issey Miyake Watches – Uhrenkollektion für Damen und Herren
- IN-EI Issey Miyake – Kollektion von Origami-artig zusammenfaltbaren Leuchten (seit 2013)
- Issey Miyake Parfums – Duftwasser-Kollektion für Damen und Herren
- Iittala X Issey Miyake Kollektion mit 30 Artikeln aus Textilien, Porzellan und Glas.

### Ehemalige Kollektionen
- im product – Lizenz-Kollektion mit Bekleidung und Accessoires vorwiegend für den japanischen Markt (1980er/90er)
- Plantation – 1981 lancierte Kollektion aus natürlich-organischen Entwürfen (heute Marke des A-net Konzerns).
- Issey Miyake Permanente – neu aufgelegte, zeitlose Klassiker aus vorherigen Kollektionen der Hauptlinie (ab 1985).

## Konzern
Das Unternehmen Issey Miyake Inc. ist Teil der 1996 gegründeten A-Net Inc. (Jahresumsatz 2010: 15 Mrd. ¥), zu der neben dem Miyake Design Studio weitere hochpreisige, vorwiegend auf dem japanischen Markt vertretene Bekleidungs-Marken wie bspw. Tsumori Chisato, Sunaokuwahara, ZUCCa, Ne-Net, Final Home, Plantation and Mercibeaucoup gehören.

## Boutiquen
In Japan und im sonstigen asiatischen Raum gibt es zahlreiche Issey-Miyake-Boutiquen, die entweder alle oder mehrere oder nur einzelne Kollektionen der Marke führen. Ansonsten gibt es Miyake-Ladengeschäfte in London, Antwerpen (2015 eröffnet), Zürich, Mailand, zweimal in New York, und dreimal in Paris. Die 2008 in Toulouse eröffnete Pleats Please Boutique wurde inzwischen geschlossen. Issey Miyake betreibt ein Flagshipstore-Ladengeschäft namens ELTTOB TEP Issey Miyake (rückwärts für englisch PET BOTTLE ‚PET-Flasche‘) in Osaka, wo sämtliche Kollektionen in kunstvoll dekorierter Umgebung angeboten werden. 2011 wurde ein ELTTOB TEP Geschäft in der Tokioter Ginza eröffnet. In New York City bietet der tribeca Issey Miyake Flagshipstore ebenso alle Kollektionen an. 2009 wurde das 24 Issey Miyake Shop-Konzept für japanische Kaufhäuser präsentiert, bei dem die Ware nicht im Regal, sondern auf einer Ansammlung senkrechter, schmaler Metallstäbe ausliegt. 2010 wurde im Tokioter Stadtteil Aoyama eine 132 5. Issey Miyake Damen-Boutique eingeweiht, für deren Design der japanische Architekt Tokujin Yoshioka verantwortlich zeichnet. Im November 2013 öffnete nebenan das ebenfalls von Yoshioka entworfene Reality Lab Issey Miyake seine Türen, wo die Herren-Kollektionen von 132 5. und Homme Plissé sowie die Marken Bao Bao (Taschen) und In-Ei (Leuchten) angeboten werden.

## Andere Aktivitäten
- 1994 spielte sich Issey Miyake selbst in einer kleinen Szene des Spielfilms Rotwang muß weg! von Hans-Christoph Blumenberg.[13] In der satirischen Filmkomödie Prêt-à-Porter des Regisseurs Robert Altman von 1994 tragen mehrere Models, die über einen Laufsteg wandeln, Kostüme einer Kollektion von Miyake.
- 21-21 Design Sight (in Anlehnung an den englischen Ausdruck 20/20 vision für hundertprozentige Sehkraft) ist ein von Tadao Ando konstruiertes, museumartiges Forschungszentrum für Design, welches im März 2007 in Roppongi, Tokio eröffnet wurde. Das Zentrum wird von Issey Miyake und vier anderen japanischen Designern (Grafik-Designer Taku Satoh, Industrie-Designer Nato Fukasawa und Design-Journalistin Noriko Kawakami) geleitet und betreibt die Stiftung Issey Miyake Foundation, die wiederum 2004 in Tokio gegründet wurde, Ausstellungen und Veranstaltungen organisiert sowie Literatur publiziert.
- Issey Miyake designte 2010 eine Version der Evian-Wasserflasche.[14]

## Auszeichnungen (Auszug)
- 1983 International Award des Council of Fashion Designers of America
- 1991 Asahi-Preis
- 1998 Ernennung zur Person mit besonderen kulturellen Verdiensten
- 2005 Praemium Imperiale
- 2006 Kyoto-Preis
- 2010 Kulturorden

## Veröffentlichungen (Auszug)
- East Meets West, Heibonsha, Tokio, 1978
- Issey Miyake Bodyworks, Shogakukan Publishing, Tokio, 1983
- Issey Miyake: Making Things (mit Co-Autoren), Scalo Publishers, Zürich, 1999
- Issey Miyake by Irving Penn, Bulfinch Press, New York City, 1999